# 회색관두루미
회색관두루미(Grey crowned crane)는 흔히 동아프리카관두루미(East African crowned crane)라고도 불리며, 두루미과에 속하는 새이다. 거의 모든 아프리카, 특히 동아프리카와 남아프리카에서 발견되며 우간다의 국조이다.

## 분류학
회색관두루미는 검은관두루미와 밀접한 관련이 있으며, 두 종은 때때로 같은 종으로 취급되기도 한다. 두 종은 유전적 증거, 울음소리, 깃털, 맨살 부분을 기준으로 분리할 수 있으며, 오늘날 모든 당국은 이를 다른 종으로 취급한다.

## 묘사
회색관두루미는 키가 약 1m, 몸무게가 3.5kg, 날개 길이가 2m이다. 몸 깃털은 주로 회색이다. 날개는 주로 흰색이지만 다양한 색상의 깃털이 있으며, 맨 위에는 독특한 검은색 반점이 있다. 머리에는 뻣뻣한 황금 깃털로 된 왕관이 있다. 얼굴 양쪽은 흰색이고 밝은 빨간색 풍선 목주머니가 있다. 부리는 비교적 짧고 회색이며 다리는 검은색이다. 풀밭을 헤엄칠 수 있는 긴 다리를 가지고 있다. 발은 크지만 가늘어 방어나 잡기보다는 균형을 맞추기 위해 적응했다. 수컷은 약간 더 큰 경향이 있지만 성별은 비슷하다. 어린 두루미는 성체보다 회색이며 깃털이 있는 황갈색 얼굴을 가지고 있다.
이 종과 검은관두루미는 나뭇가지를 잡을 수 있는 긴 뒷발 때문에 나무에 둥지를 틀 수 있는 유일한 두루미이다. 이 특성은 다른 아과에서 사라진 두루미들 사이에서 조상의 특성으로 추정된다. 관두루미는 또한 감긴 기관이 없고 다른 두루미에 비해 깃털이 느슨하다.

## 분포 및 서식지

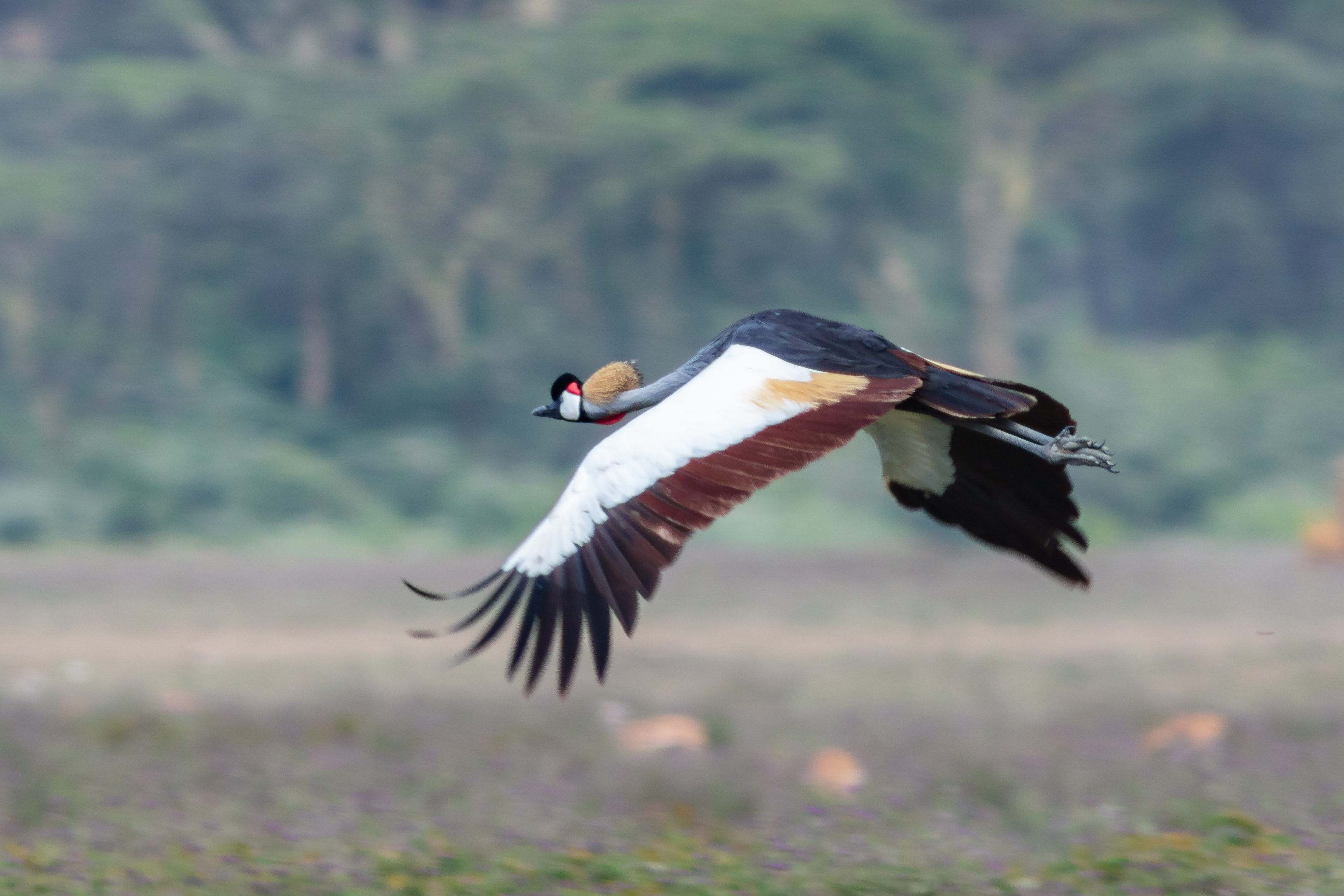
비행 중인 회색관두루미

회색관두루미는 사하라 이남 아프리카의 건조한 사바나에서 발견되지만, 다소 습한 서식지에 둥지를 틀고 있다. 또한 우간다와 케냐의 강과 호수 근처 습지, 경작지, 초원, 남아프리카 공화국까지 서식한다. 이 동물은 이동 패턴이 정해져 있지 않으며, 열대 지방에 가까운 새들은 일반적으로 앉아 있다. 더 건조한 지역, 특히 나미비아의 새들은 건조한 시기에 국지적인 계절 이동을 한다.

## 행동

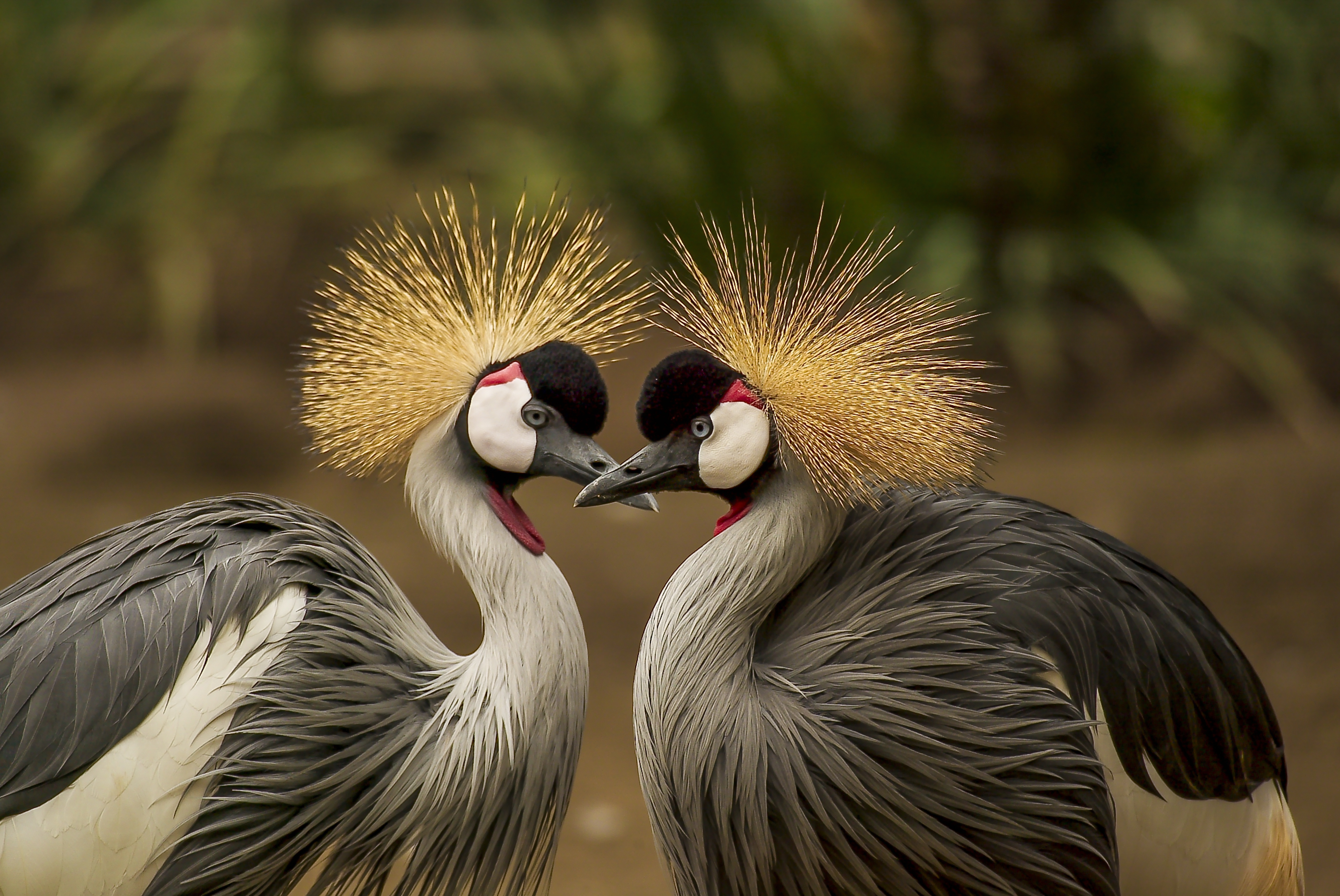
마주보고 있는 두 마리의 성체 회색관두루미

회색관두루미는 춤, 인사, 점프를 포함하는 번식 표시를 가지고 있다. 붉은 목주머니의 팽창을 수반하는 윙윙거리는 소리가 난다. 또한 다른 두루미 종의 트럼펫 소리와는 상당히 다른 경적 소리를 낸다. 남녀 모두 춤을 추고 미성숙한 새들이 성체에 합류한다. 춤은 구애의 필수적인 부분이지만 일 년 중 언제든지 할 수도 있다.
30~150마리의 새 무리가 드문 일이 아니다.

### 먹이
이 두루미는 잡식성으로 식물, 씨앗, 곡물, 곤충, 개구리, 벌레, 뱀, 작은 물고기, 수생동물의 알을 먹는다. 걸을 때 발을 구르며 곤충을 씻어내면 빠르게 잡아먹는다. 또한 이 새들은 방목하는 초식 동물과도 어울리며, 영양과 가젤로 인해 방해받는 먹이를 잡을 수 있는 능력의 이점을 누리고, 하루 종일 먹이를 찾다. 밤에는 나무에서 잠을 자고 휴식을 취한다.

## 인간과의 관계

### 상징화

우간다의 국기

회색관두루미는 우간다의 국조로, 우간다의 국기와 국장에 등장한다.
두루미는 《수정 깃털의 새》에서 제목이 있는 새로 보이지만 시베리아산으로 잘못 표기되어 있다.